# 中居正広プロ野球革命 タブーに挑戦!朝まで徹底討論会
『中居正広プロ野球革命 タブーに挑戦!朝まで徹底討論会』（なかいまさひろプロやきゅうかくめい タブーにちょうせん!あさまでてっていとうろんかい）は、テレビ朝日系列で2005年から2008年まで特別番組として不定期放送されていた野球を専門としたスポーツ討論バラエティ番組である。中居正広の冠番組。

## 概要
第1回は『中居正広スポーツ革命』のタイトルで放送され、その中の企画の1つでプロ野球をテーマとした「タブーに挑戦!朝まで徹底討論会」が第2回以降のメイン企画となった。第3回からは『中居正広プロ野球革命』にタイトルのみ変更。

## 出演者
MC
- 中居正広

## 放送日時
| 放送回 | 放送日         | 放送時間（JST） | 放送タイトル                                       | 出典  |
| ------ | -------------- | --------------- | -------------------------------------------------- | ----- |
| 第1回  | 2005年1月4日   | 20:00 - 21:54   | 中居正広スポーツ革命 最強ニッポンへの道            | [ 1 ] |
| 第2回  | 2005年3月26日  | 24:45 - 27:20   | 中居正広スポーツ革命 タブーに挑戦!朝まで野球討論会 | [ 1 ] |
| 第3回  | 2006年1月6日   | 25:10 - 28:10   | 中居正広プロ野球革命 タブーに挑戦!朝まで徹底討論会 | [ 1 ] |
| 第4回  | 2007年3月24日  | 25:00 - 27:40   | 中居正広プロ野球革命 タブーに挑戦!朝まで徹底討論会 | [ 1 ] |
| 第5回  | 2007年12月27日 | 25:30 - 28:25   | 中居正広プロ野球革命 タブーに挑戦!朝まで徹底討論会 | [ 1 ] |
| 第6回  | 2008年12月29日 | 25:40 - 28:25   | 中居正広プロ野球革命 タブーに挑戦!朝まで徹底討論会 | [ 1 ] |